# مکلوسایکلین
مکلوسایکلین(به انگلیسی: Meclocycline) (INN) یک آنتی بیوتیک از دسته تتراسایکلین‌ها است. این ماده بصورت موضعی(یعنی برای عفونت‌های پوستی) مورد استفاده قرار می‌گیرد، زیرا کاملاً در آب نامحلول است و در صورت تجویز سیستماتیک ممکن است باعث آسیب کبد و کلیه شود. 
تولید آن برای مصارف پزشکی متوقف شده‌است.